# تحالف الليبراليون والديمقراطيون من أجل أوروبا
تحالف الليبراليون والديمقراطيون من أجل أوروبا (بالإنجليزية: Alliance of Liberals and Democrats for Europe)‏ (بالفرنسية: Alliance des Démocrates et des Libéraux pour l'Europe)‏ هو تحالف عابر للحدود بين حزبين سياسيين أوروبيين، تحالف الليبراليون والديمقراطيون من أجل أوروبا والحزب الديمقراطي الأوروبي ‏. يشارك هذا التحالف في مجموعات سياسية في البرلمان الأوروبي واللجنة الأوروبية للأقاليم والجمعية البرلمانية لمجلس أوروبا والجمعية البرلمانية لحلف الناتو. هناك مجموعة متنوعة من المستقلين في هذه المجموعات وكذلك الأحزاب المنتسبة على المستوى الوطني للأحزاب على المستوى الأوروبي.
تتبنى منصة التحالف المؤيدة لأوروبا الاقتصاد الليبرالي ودعم التكامل الأوروبي والسوق الأوروبية الموحدة.